# Zodiaco di Dendera

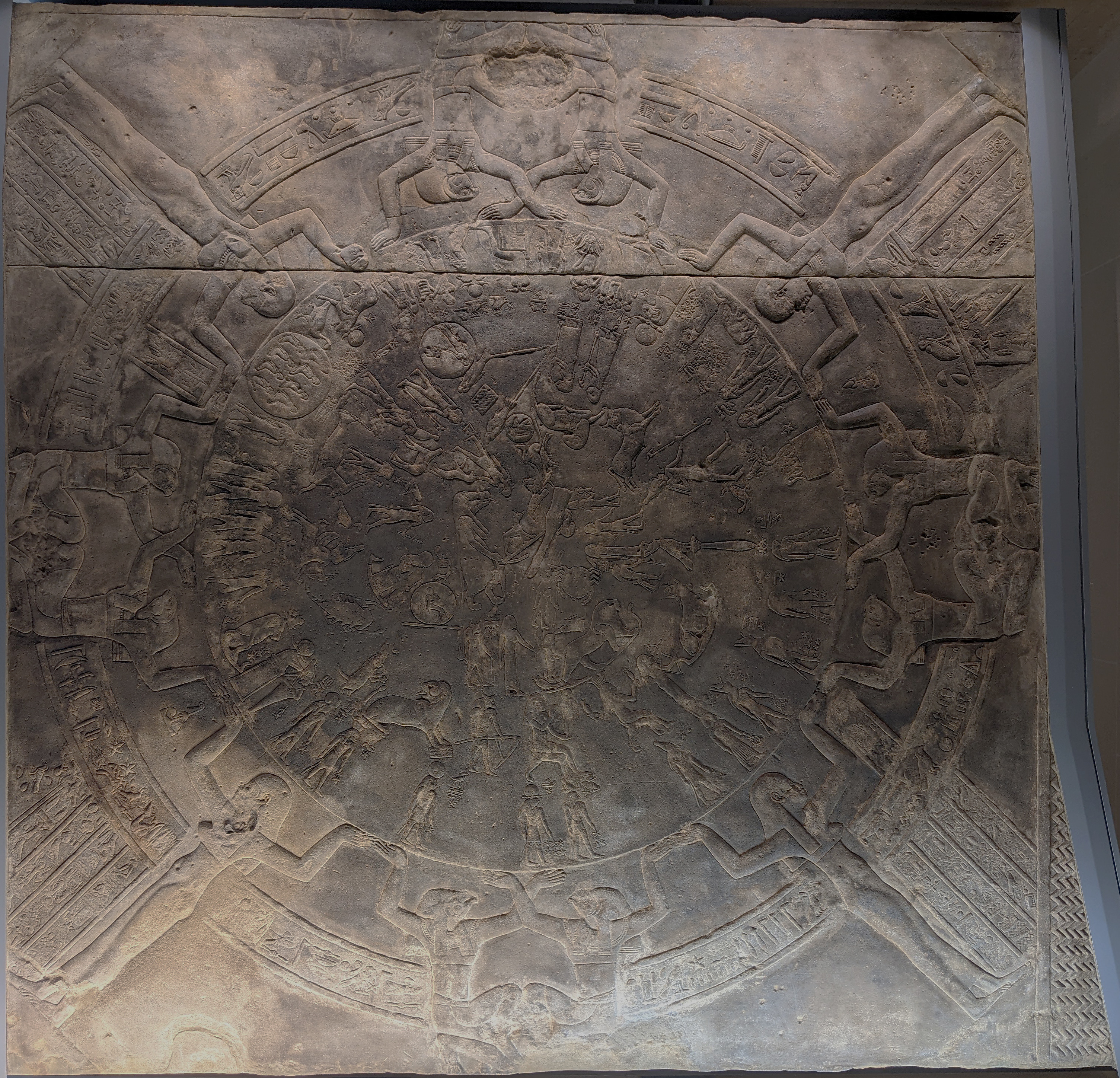
Lo Zodiaco di Dendera esposto al Museo del Louvre.

Lo zodiaco di Dendera è un celebre bassorilievo egizio proveniente dal soffitto del pronao (o portico) di una cappella dedicata a Osiride nel grande Tempio di Hathor a Dendera, recante rappresentazioni astronomiche quali la costellazione del Toro o della Bilancia. L'edificazione di tale cappella ebbe inizio nel tardo Periodo tolemaico; il pronao fu voluto dall'imperatore romano e faraone Tiberio (14–37 d.C.). Ciò portò l'egittologo francese Jean-François Champollion (1790–1832) ad ascrivere correttamente il rilievo all'epoca greco-romana dell'Egitto, benché molti suoi contemporanei lo facessero risalire al Nuovo Regno, oltre un millennio prima. Lo zodiaco di Dendera, definito da John H. Rogers "unica mappa completa di un cielo antico di cui disponiamo", avrebbe costituito, secondo alcune teorie, la base dei sistemi astronomici successivi. Si trova al Museo del Louvre, a Parigi.

## Date delle eclissi
Sylvie Cauville del Centre for Computer-aided Egyptological Research della Università di Utrecht ed Éric Aubourg hanno datato lo Zodiaco di Dendera al 50 a.C. mediante un esame della posizione ivi raffigurata del cinque pianeti noti agli Egizi (Sebeg, Netjerduai, Hordesher, Horuepeshtaui e Horkapet), nello specifico una posizione che si verifica una volta ogni millennio, oltre che per l'identificazione di due eclissi.

L'eclissi solare rappresentata è quella del 25 marzo del 51 a.C. ed è simboleggiata da un cerchio contenente la dea Iside che trattiene un babbuino (il dio Thot) per la coda. L'eclissi lunare è quella del 25 settembre del 52 a.C. e la simboleggia un Occhio di Horo chiuso in un cerchio. 

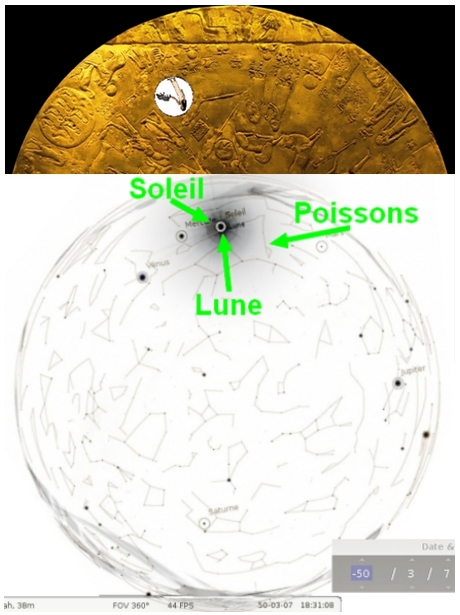
Eclissi solare del 25 marzo del 51 a.C.
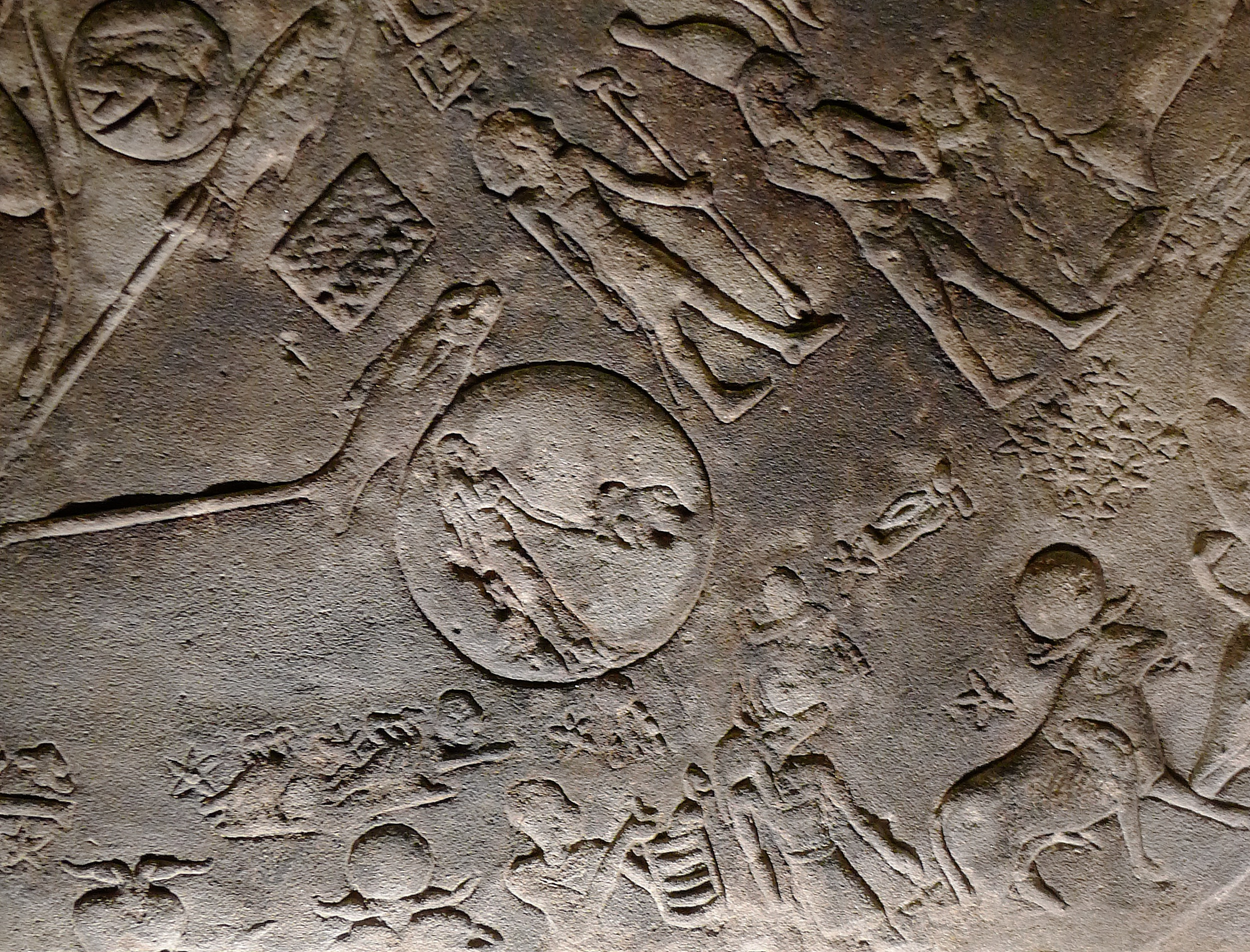
Rappresentazione originale simbolica dell'eclissi solare: Iside e il babbuino di Thot.
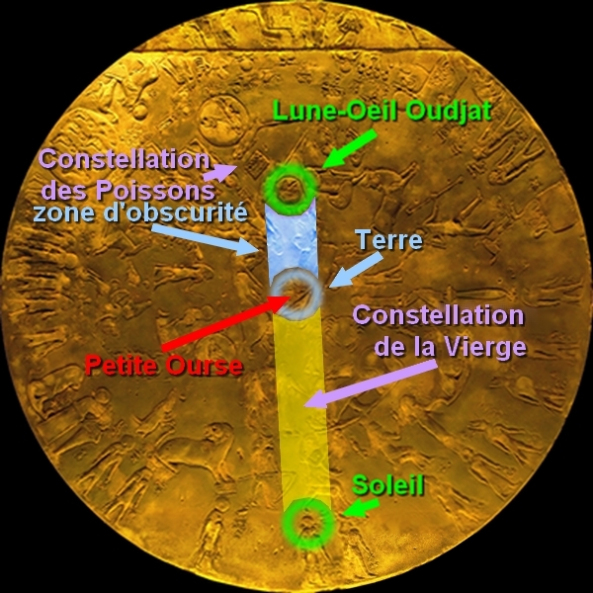
Eclissi lunare del 25 settembre del 52 a.C.
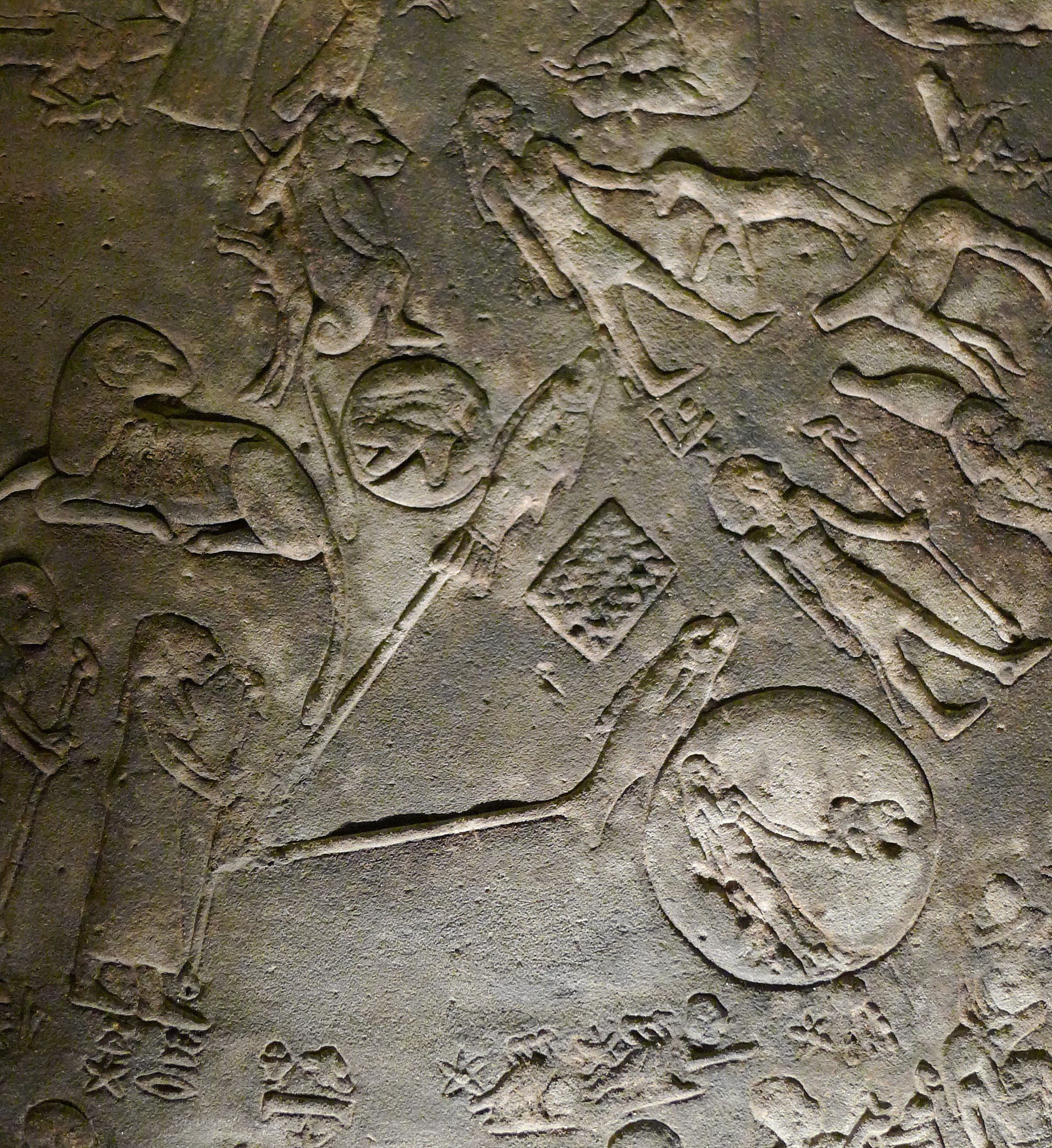
Al centro, in un cerchio, l'Occhio di Horo che simboleggia l'eclissi lunare.

## Descrizione

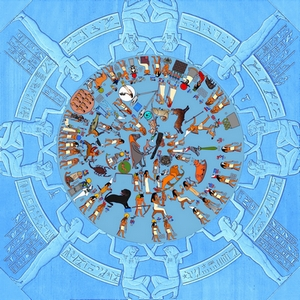
Ricostruzione con i colori originali.

Lo Zodiaco di Dendera è un planisfero, cioè una mappa stellare, una proiezione cartografica delle 12 costellazioni della zodiaco che vanno a formare 36 decani di dieci giorni ciascuno, e dei pianeti. I decani sono gruppi di stelle di prima magnitudine utilizzate dall'antico calendario egizio, il quale si basava su cicli lunari di 36 giorni e sulla "levata" della stella Sothis (Sirio).
Il cielo in sé è rappresentato da un grande disco sorretto da quattro pilastri celesti in forma di donne, fra i quali sono inseriti spiriti dalla testa di falco. Nel primo circolo, 36 spiriti simboleggiano i 360 giorni dell'anno egizio. Nella parte più interna sono osservabili le costellazioni e i segni zodiacali, alcuni dei quali compaiono in molte delle loro immediate forme iconografiche (per esempio l'Ariete, il Toro, lo Scorpione e il Capricorno) anche se in posizioni differenti rispetto alle convenzioni greche e arabo-occidentali, mentre altri hanno effigi più prettamente egizie: l'Aquario è il dio del Nilo Hapy recante due vasi da cui sgorga dell'acqua. Rogers ha notato le somiglianze con tre tavolette superstiti di uno zodiaco seleucide, entrambi riferibili a loro volta alle rappresentazioni delle mesopotamiche stele di confine "kudurru"; Rogers ha concluso che lo Zodiaco di Dendera sarebbe "una copia completa dello zodiaco mesopotamico".

## Storia
Durante la campagna napoleonica in Egitto, l'artista Vivant Denon copiò lo Zodiaco circolare così come gli altri, rettangolari, presenti nel Complesso templare. Nel 1802, dopo la spedizione di Napoleone Bonaparte, Denon pubblicò, sotto forma di incisioni, le sue copie del soffitto del Tempio in "Voyage dans la Basse et la Haute Egypte": opera che suscitò una controversia riguardante l'esatta datazione dello Zodiaco, nell'ambito della quale alcuni arrivarono ad attribuirgli decine di migliaia di anni, altri migliaia, altri ancora solo poche centinaia. Ci si chiese anche se si trattasse di un planisfero o di una carta astrale. Sébastien Louis Saulnier, un mercante, commissionò a Claude Lelorrain la rimozione del bassorilievo; l'operazione fu effettuata con seghe, martinetti, speciali cesoie e polvere da sparo. Lo Zodiaco fu così trasferito nel 1821 nella Parigi della Restaurazione e collocato da re Luigi XVIII nella futura Biblioteca nazionale di Francia nel 1822. Dal 1922 si trova nel Museo del Louvre.